# Bridgehampton
Bridgehampton és una concentració de població designada pel cens dels Estats Units a l'estat de Nova York. Segons el cens del 2000 tenia 1.381 habitants.

## Demografia
Segons el cens del 2000, Bridgehampton tenia 1.381 habitants, 627 habitatges, i 369 famílies. La densitat de població era de 57,1 habitants per km².
Dels 627 habitatges en un 19,6% hi vivien nens de menys de 18 anys, en un 47% hi vivien parelles casades, en un 7,5% dones solteres, i en un 41,1% no eren unitats familiars. En el 33% dels habitatges hi vivien persones soles el 12,9% de les quals corresponia a persones de 65 anys o més que vivien soles. El nombre mitjà de persones vivint en cada habitatge era de 2,2 i el nombre mitjà de persones que vivien en cada família era de 2,82.
Per edats la població es repartia de la següent manera: un 17,7% tenia menys de 18 anys, un 4,1% entre 18 i 24, un 22,2% entre 25 i 44, un 33,2% de 45 a 60 i un 22,9% 65 anys o més.
L'edat mediana era de 49 anys. Per cada 100 dones de 18 o més anys hi havia 94 homes.
La renda mediana per habitatge era de 54.896 $ i la renda mediana per família de 74.583 $. Els homes tenien una renda mediana de 50.865 $ mentre que les dones 32.778 $. La renda per capita de la població era de 43.781 $. Entorn del 6,8% de les famílies i el 8,5% de la població estaven per davall del llindar de pobresa.